# 同人はじめたけど売れなさすぎワロタwww
『同人はじめたけど売れなさすぎワロタwww』（どうじんはじめたけどうれなさすぎワロタ）は、しばたひできによる日本の漫画作品。

## 概要
『コミックガム』（ワニブックス）誌上にて2011年から『私たちのサークルあるかの』の題名で不定期掲載。2013年2月に標題のタイトルに改題されて、コミックス（第1巻）が刊行された。『コミックガムの公式サイト』では、旧題の方で1・2話がWeb掲載されている。
内容は、同人漫画界にデビューした4人の少女たちの活動と、その上で生じる挫折の悔しさと成功の喜びを語るもの。同人活動を主題にした女の子たちの青春ストーリーコメディで、今後のさまざまな経験を通じて達成されるサクセスストーリーというゴールが予見されている。また、同人漫画界というジャンルについての、リアルなウンチクを読者に伝える情報コミックという趣もあり、そちらの描写は毎回かなり詳しい。雑誌掲載時の題名で、劇中のサークル名『あるかの』は、主人公である少女たち4人の名前から一文字ずつ取ったもの。

## あらすじ
国際展示場駅前の大型会場にて開催される、全国から数十万の人間が押し寄せる、超大規模の同人即売会「コミックEXPO」。その通算73回目の夏季イベントが開催される。そして「ニセ壁」の一角「ほ-24b」のブースには、代表者・葵スピカ率いる総勢4名の女子による、新進同人サークル「あるかの」があった。「あるかの」の活動内容は、超人気同人ゲーム『西方教戒』の18禁二次創作本だ。
執筆者の1人・天原かぐやは同人活動でのボロ儲けを狙い、一方で初めて小説形式で同人活動に参加した星野ふるよは、自分の作品がどう世の中に受け入れられるか強い不安を抱く。しかしイベント開催後も、本の売り上げはほとんど無い！　サークル活動の提案者・茅音ルカは、ブースを訪れる客に自分たちの本を熱心に勧めるがうまく行かず、結局「あるかの」メンバーは、隣の超人気サークル「バリアリーフ」に押し寄せる客の行列整理を手伝うことにまでなってしまう……。
予想以上にダメだった、初めての同人活動の成果。かぐやは深い屈辱を味わい、ルカはサークルを脱会。だがスピカはバリアリーフからお礼に貰ったサンプル本の内容に刺激され、一人の読者として改めて同人活動の楽しさを見出す。そしてふるよは、本当にわずかな客ながら、自分の作った同人本を名前も分からぬ人に購入してもらう喜びを強く感じた。
今後、サークル「あるかの」を続けるべきか、それともこのまま終了すべきか、かぐやとふるよの前で、スピカは自分の決意を語る―。

## 登場人物

### あるかのメンバー
星野ふるよ（ほしのふるよ）
本作の主人公。本名は香椎（かしい）りみなで、星野ふるよはペンネーム。「あるかの」の「の」。容姿は黄色の髪の毛の愛らしい小柄な女子（高校生）。口癖は、驚いた時やショックを受けた際の顔を白目にしての「はうっ」。
サークル「あるかの」のメンバーとはwebを通じて知り合って参加し、73回目コミックEXPOで初めて仲間のメンバーと顔を合わせる。小学校二年生の時から物語を綴るのが趣味で、自分の中に「うちう」（宇宙＝物語世界）を築くことに喜びを感じていたが、一方で繊細な面があり、当時の読み手の同級生たちにからかわれて傷ついた痛みも抱えている。
だが物語を綴る喜びを忘れられず「あるかの」に参加。自作の小説コピー本を同サークルのブースに置かせてもらう（ふるよ自身は、当日の「あるかの」本誌にはまだ不参加）が、本誌の方がほとんど売れないのに対し、ごくわずかな部数（10部）ながら完売。「どこの誰とも知らない人と、自分の作品を通じて繋がる」同人活動の嬉しさを実感する。しかし買ったお客の中に、意外な人物がいた。
小説分野の同人執筆者としてはかなり筆が速く、まだ表に出ていないすごい才能を秘めている模様。
葵スピカ（あおいスピカ）
サークル「あるかの」の代表格の女子。「葵スピカ」はペンネーム。「あるかの」の「あ」。水色の長い髪、スレンダーながら胸部や腰の発育の良いメガネっ娘。サークルの中では一番普通の女の子で、物事を冷静かつ客観的に見られるタイプ。一方で同人活動に思いを傾けすぎて新進サークルに分不相応な部数の新刊を印刷してしまい、絶望的なほどに大量の在庫を抱え込むことになる。
それでも別サークル「バリアリーフ」の新刊を熟読し、自分たちの同人活動に足りないものを自覚。笑いながら前に向かおうとする前向きな女の子。丁寧語「です」が似合うヒロインでもある。
天原かぐや（あまはらかぐや）
サークル「あるかの」の一員。「天原かぐや」はペンネーム。「あるかの」の「か」。茶色の髪、巨乳でちょっとボーイッシュな感じの丸顔の快活少女。国際展示場に来られる何処かの地方在住。どこかで得た知識で、同人活動はお金になると聞き、バイトして印刷代を稼ぎ、スピカ、ルネとともに「あるかの」の本誌を1000部印刷するが、18部しか売れず、大きな悔しさを味わう。
だが迷った末に、スピカ、ふるよとともに、同人活動の継続を決意。物語2話では、テーマオンリーの小規模イベントに参加し、同人活動にはいろいろなやり方があることを見出す。スピカが同人で創作する喜びを知るのに対し、読者の反響（ウケ）を大事にするタイプの模様。
茅音ルカ（ちのねルカ）
サークル「あるかの」の一員だったが、1話の途中であまりの本誌の売れなさに見切りをつけて退会。「茅音ルカ」の名はペンネーム。「あるかの」の「る」だった。
容姿は縦ロールヘアーの美少女。実はスピカとかぐやの元来の友人で、2人に同人活動のスタートを提案したのは彼女だった模様。お嬢様言葉の高慢タイプだが、根は悪いコではなく、彼女なりの頑張り屋。サークル「あるかの」を辞めたのも、自分個人で自由度のある今後の同人活動をするためであり、元の仲間たちとは適宜な距離の協力関係をとる。

### 他の登場人物
カフェイン
名前はペンネーム。サークル「バリアフリー」に参加する同人作家で、ピクシブにも参加して支持を得ている。ふるよも名前を知っていて、サインを求めた。自分のサークルの行列整理を「あるかの」メンバーに手伝ってもらったお礼に、サンプル本をくれる。
萩原
ふるよ（香椎）の同級生。漫研部員で、ふるよの作品に関心を抱く。
さな
萩原の後輩で、漫研部員。ふるよの小説に感銘を受ける。
ウヌカルハイ
現実の人間ではなく、全国的に大人気の同人ゲーム『西方教戒』の劇中キャラクター。ドジさゆえにメインの魔法少女8人の中にメンバー入りできないが、そのドジっ娘ゆえの愛らしさと健気さから、大人気を得ており、彼女オンリーの同人即売会が開催されるほど。

## 書誌
- しばたひでき 『同人はじめたけど売れなさすぎワロタwww』 ワニブックス《ガムコミックスプラス》
  1. 2013年2月9日発売 ISBN 978-4-8470-3849-5